# Cotoneaster moupinensis
Espèce
Classification phylogénétique
Synonymes
- Pyrus moupinensis (Franch.) M. F. Fay & Christenh[1].

Cotoneaster moupinensis, le Cotonéaster de Moupine, est une espèce de plantes à fleurs de la famille des Rosacées et du genre Cotoneaster. C’est un arbuste caducifolié originaire de Chine, utilisée comme plante ornementale.

## Étymologie et histoire de la nomenclature
Le nom de genre Cotoneaster est composé du latin cotoneum « coing » (du grec χυδώνια khudônia) et suffixe -aster « comme » indiquant une ressemblance imparfaite, parce que les fruits du cotonéaster sont légèrement toxiques et ne sont pas très bons.
L’épithète spécifique moupin.ensis dérive du toponyme de Moupin (transcription phonétique du chinois Muping 穆坪), désignant actuellement le district de Baoxing (dans le Sud-Ouest de la province du Sichuan en Chine) et du suffixe latin -ensis  « qui vit dans, originaire de », en référence au lieu de sa découverte. 
Le missionnaire botaniste Armand David découvrit cette nouvelle espèce de cotonéaster en juin 1869 à Moupin au Tibet oriental. De cette région de montagne à la flore et la faune encore préservées, le père David a envoyé au Muséum 676 spécimens de nouvelles espèces de plantes, 441 d'oiseaux, 145 de mammifères dont le Panda géant. 
Le botaniste Adrien Franchet du Muséum en a donné une description dans Plantae Daviddianae ex Sinarum Imperio.

## Description
Cotoneaster moupinensis est un arbuste à feuilles caduques, pouvant atteindre 5 m de hauteur. Les rameaux noir grisâtre sont élancées et souvent en surplomb, à lenticelles bien visibles. 
La feuille simple, portée par un pétiole pubescent de 2-4 (-8) cm, possède un limbe elliptique-ovale ou rhombique-ovale, de 4–12 cm de long sur 2–4,5 cm.
L’inflorescence est un corymbe à 9–25 fleurs, avec un rachis et des pédicelles pubescents, des bractées lancéolées, et peu pubescentes.
La fleur possède 5 sépales triangulaires, apex aigu, 5 pétales dressés, roses, ovales ou suborbiculaires, et environ 20 étamines plus courtes que les pétales.
Le fruit est noir, subglobuleux ou obovoïde, 6–8 mm de diamètre.
La floraison a lieu en juin-juillet, la fructification de septembre à octobre. 
Il y a eu beaucoup de confusion dans les jardins entre lui et Cotoneaster bullatus.

## Distribution et habitat
Cotoneaster moupinensis est originaire de Chine.
L’espèce, cultivée en Europe, s’est échappée des jardins et s’est naturalisée en Allemagne et Grande-Bretagne. Elle se rencontre aussi en Norvège, Pologne, Estonie.
L’espèce pousse aux lisières des bois, dans les forêts de conifères et sur le bord des cours d’eau, entre 1 300 m et 3 200 m d’altitude.

## Horticulture
Cotoneaster moupinensis a été introduit en France en 1907. Il est cultivé comme arbuste ornemental.